# Oxigenación
La oxigenación se refiere a la cantidad de oxígeno en un medio. En sangre se lo usa como sinónimo con saturación, que describe el grado de capacidad de transporte de oxígeno de la hemoglobina, normalmente 95-100%.
La oxigenación también se refiere al proceso de añadido de oxígeno a un medio como el agua o tejidos corporales. 
Se estudia si la oxigenación de tejidos humanos puede prevenir enfermedades como artrosis, e incluyendo el cáncer. La oxigenación hiperbárica (HBO2) es la terapia de inhalación de Oxígeno (O2), a altas dosis, (saturación que se acerca al 100 %), por períodos cortos y bajo presión dentro de una cámara completamente presurizada, (por encima de 1.5 Atmósferas). Esta modalidad de tratamiento médico está indicado para una serie de enfermedades muy bien delimitadas. Es importante destacar que los efectos físicos, fisiológicos y bioquímicos obtenidos mediante esta terapéutica, son debidos a la saturación de Oxígeno a altas presiones, la Cámara Hiperbárica es solo el medio que se emplea para otorgarlo, ya que de cualquier otra manera el ambiente de tratamiento no podría conformarse. La administración tópica de oxígeno en un área aislada del cuerpo o de las extremidades, no es oxigenación hiperbárica [cita requerida].